# Gunda sikkimia
Gunda sikkimia är en fjärilsart som beskrevs av Moore 1879. Gunda sikkimia ingår i släktet Gunda och familjen silkesspinnare. Inga underarter finns listade i Catalogue of Life.